# Markku Koski
Markku Koski (ur. 15 października 1981 w Sievi) – fiński snowboardzista, mistrz świata i brązowy medalista olimpijski.

## Kariera
Po raz pierwszy na arenie międzynarodowej pojawił się 28 marca 1999 roku w Vuokatti, gdzie zajął szóste miejsce w halfpipe’ie podczas mistrzostw kraju. Nigdy nie wystąpił na mistrzostwach świata juniorów.
W zawodach Pucharu Świata zadebiutował 18 listopada 2000 roku w Tignes, zajmując 66. miejsce w halfpipe’ie. Pierwsze pucharowe punkty wywalczył 18 stycznia 2001 roku w Kronplatz, zajmując 19. miejsce w tej samej konkurencji. Na podium zawodów tego cyklu po raz pierwszy stanął 8 lutego 2001 roku w Berchtesgaden, wygrywając rywalizację w halfpipe’ie. W zawodach tych wyprzedził Włocha Giacomo Krattera i Jona Oddena z Norwegii. Najlepsze wyniki osiągnął w sezonie 2000/2001, kiedy to zajął 56. miejsce w klasyfikacji generalnej.
Największy sukces w karierze osiągnął w 2009 roku, kiedy wywalczył jest złoty medal w Big Air na mistrzostwach świata w Gangwon. W zawodach tych pokonał Seppe Smitsa z Belgii i Austriaka Stefana Gimpla. Był też między innymi szósty w halfpipe’ie na tych samych mistrzostwach oraz ósmy w slopestyle’u podczas mistrzostw świata w La Molinie dwa lata później. W 2006 roku wystartował na igrzyskach olimpijskich w Salt Lake City, zajmując ósme miejsce w swej koronnej konkurencji. Podczas igrzysk w Turynie w 2006 roku zdobył brązowy medal w halfpipe’ie. W zawodach tych lepsi okazali się jedynie dwaj reprezentanci USA: Shaun White i Danny Kass. Brał też udział w igrzyskach olimpijskich w Vancouver w 2010 roku, gdzie był szósty w tej konkurencji.
W 2013 roku zakończył karierę.

## Osiągnięcia

### Igrzyska olimpijskie
| Miejsce | Dzień     | Rok  | Miejscowość    | Konkurencja | Zwycięzca   |
| ------- | --------- | ---- | -------------- | ----------- | ----------- |
| 8.      | 11 lutego | 2002 | Salt Lake City | Halfpipe    | Ross Powers |
| 3.      | 12 lutego | 2006 | Turyn          | Halfpipe    | Shaun White |
| 6.      | 17 lutego | 2010 | Vancouver      | Halfpipe    | Shaun White |

### Mistrzostwa świata
| Miejsce | Dzień       | Rok  | Miejscowość          | Konkurencja | Zwycięzca        |
| ------- | ----------- | ---- | -------------------- | ----------- | ---------------- |
| 69.     | 27 stycznia | 2001 | Madonna di Campiglio | Halfpipe    | Kim Christiansen |
| 27.     | 17 stycznia | 2003 | Kreischberg          | Halfpipe    | Markus Keller    |
| 15.     | 20 stycznia | 2007 | Arosa                | Halfpipe    | Mathieu Crepel   |
| 6.      | 23 stycznia | 2009 | Gangwon              | Halfpipe    | Ryō Aono         |
| 1.      | 24 stycznia | 2009 | Gangwon              | Big Air     | –                |
| 11.     | 15 stycznia | 2011 | La Molina            | Big Air     | Petja Piiroinen  |
| 8.      | 22 stycznia | 2011 | La Molina            | Slopestyle  | Seppe Smits      |

### Puchar Świata

#### Miejsca w klasyfikacji generalnej
- sezon 2000/2001: 56.
- sezon 2001/2002: –
- sezon 2002/2003: –
- sezon 2005/2006: 89.
- sezon 2006/2007: 120.
- sezon 2007/2008: 143.
- sezon 2008/2009: 179.
- sezon 2009/2010: 107.

#### Miejsca na podium
1. Berchtesgaden – 8 lutego 2001 (halfpipe) – 1. miejsce
2. Tignes – 19 listopada 2001 (halfpipe) – 1. miejsce
3. Kreischberg – 9 stycznia 2006 (halfpipe) – 3. miejsce
4. Seul – 13 grudnia 2009 (big air) – 3. miejsce